# Athena-Marsyas-Gruppe

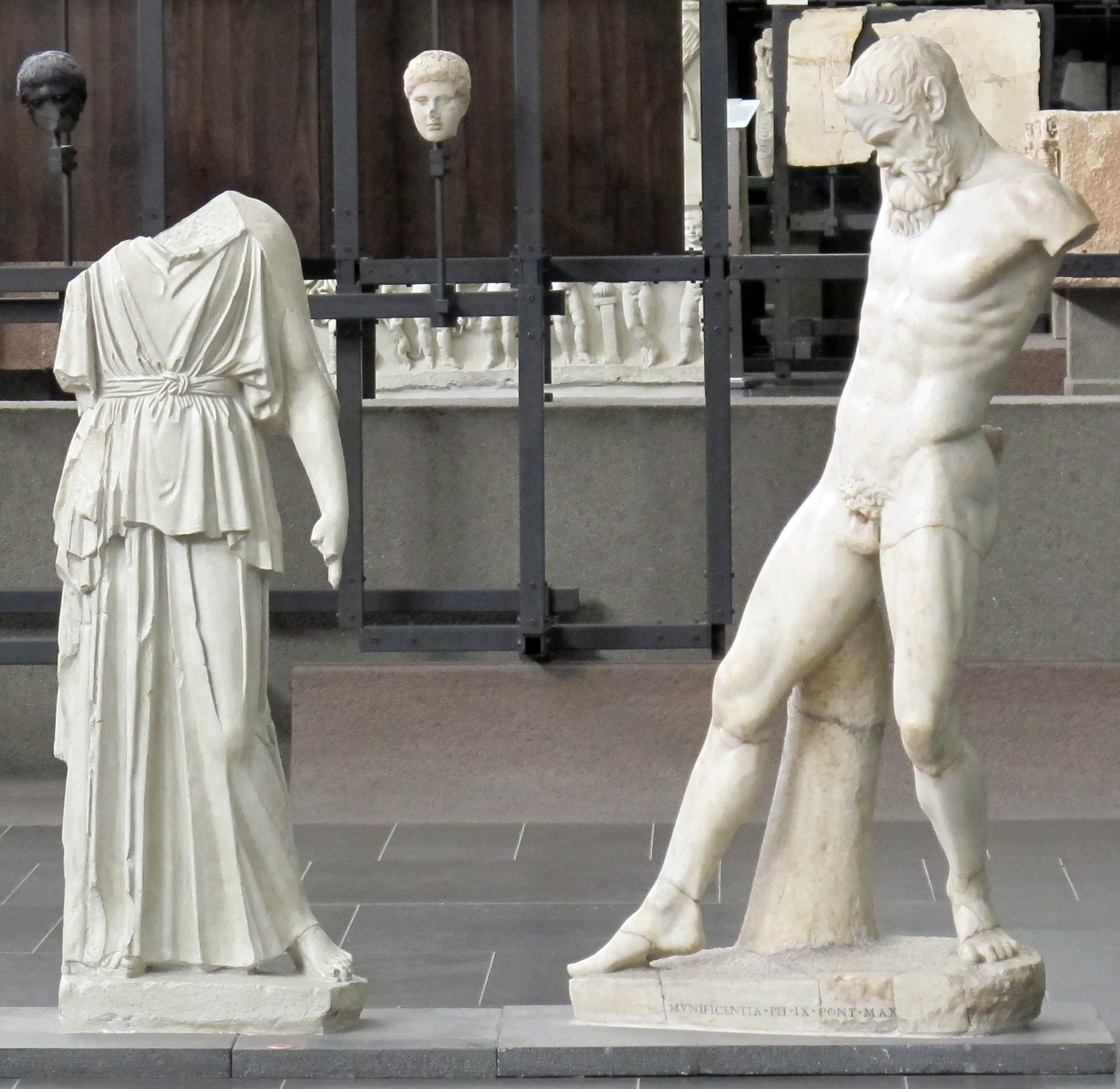
Athena-Marsyas-Gruppe, Rom, Museo Gregoriano Profano

Die Athena-Marsyas-Gruppe ist eine um 450 v. Chr. von dem aus Eleutherai stammenden griechischen Bildhauer Myron geschaffene Statuengruppe. Aufgestellt war die Gruppe auf der Athener Akropolis. Sie stellte die Göttin Athena und den Satyr Marsyas dar, der im Begriff ist, die von Athena erfundenen, dann aber entsetzt weggeworfenen Auloi aufzuheben. Obwohl das originale Werk aus Bronze nicht erhalten ist, konnte die mit einer Höhe von rund 1,50 Metern knapp lebensgroße Gruppe anhand von Einzelfunden römischer Marmorkopien – es wurden nie Teile beider Statuen in einem Fundzusammenhang entdeckt – in ihren wichtigsten Zügen rekonstruiert werden.

## Schriftliche Überlieferung
Im 34. Buch seiner Naturgeschichte behandelt Plinius der Ältere die Geschichte der Metalle und ihre Verwendung in der Kunst. In dem Zusammenhang nennt er die Namen der wichtigsten Künstler, die in Bronze gearbeitet haben, und zählt deren Werke auf. Unter den bemerkenswerten Künstlern der 90. Olympiade, das heißt der Jahre um 420 v. Chr., hebt er Myron aus Eleutherai wegen seiner besonders realistischen Darstellungsweise hervor. Neben anderen Statuen habe dieser „… einen mit Bewunderung die Flöten und Athena betrachtenden Satyrn… gemacht“. Pausanias hingegen erwähnt bei seiner Beschreibung der Athener Akropolis eine Statue der Athena, die den Marsyas schlägt, weil er die von ihr weggeworfenen Auloi aufheben wolle. Im Jahr 1830 kombinierte Karl Otfried Müller als erster diese beiden Textstellen und vertrat die Ansicht, dass sie sich auf ein und dasselbe Bildwerk bezögen.

## Mythos und Auletik

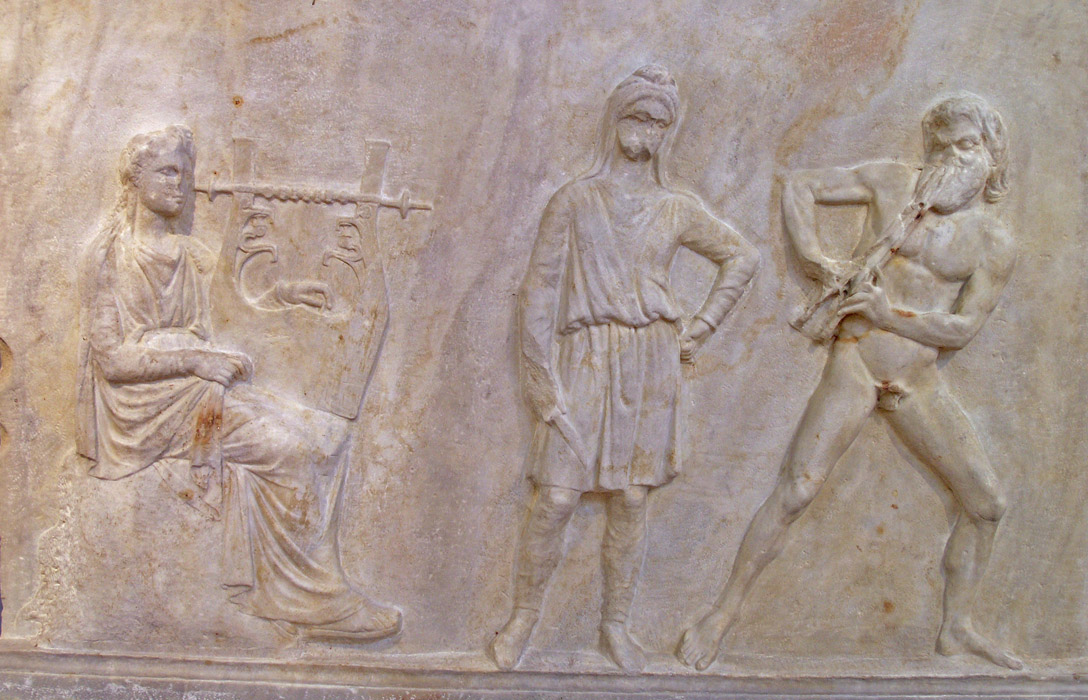
Wettkampf zwischen Apollon und Marsyas, um 330 v. Chr. aus Mantineia, Archäologisches Nationalmuseum Athen MNA 216

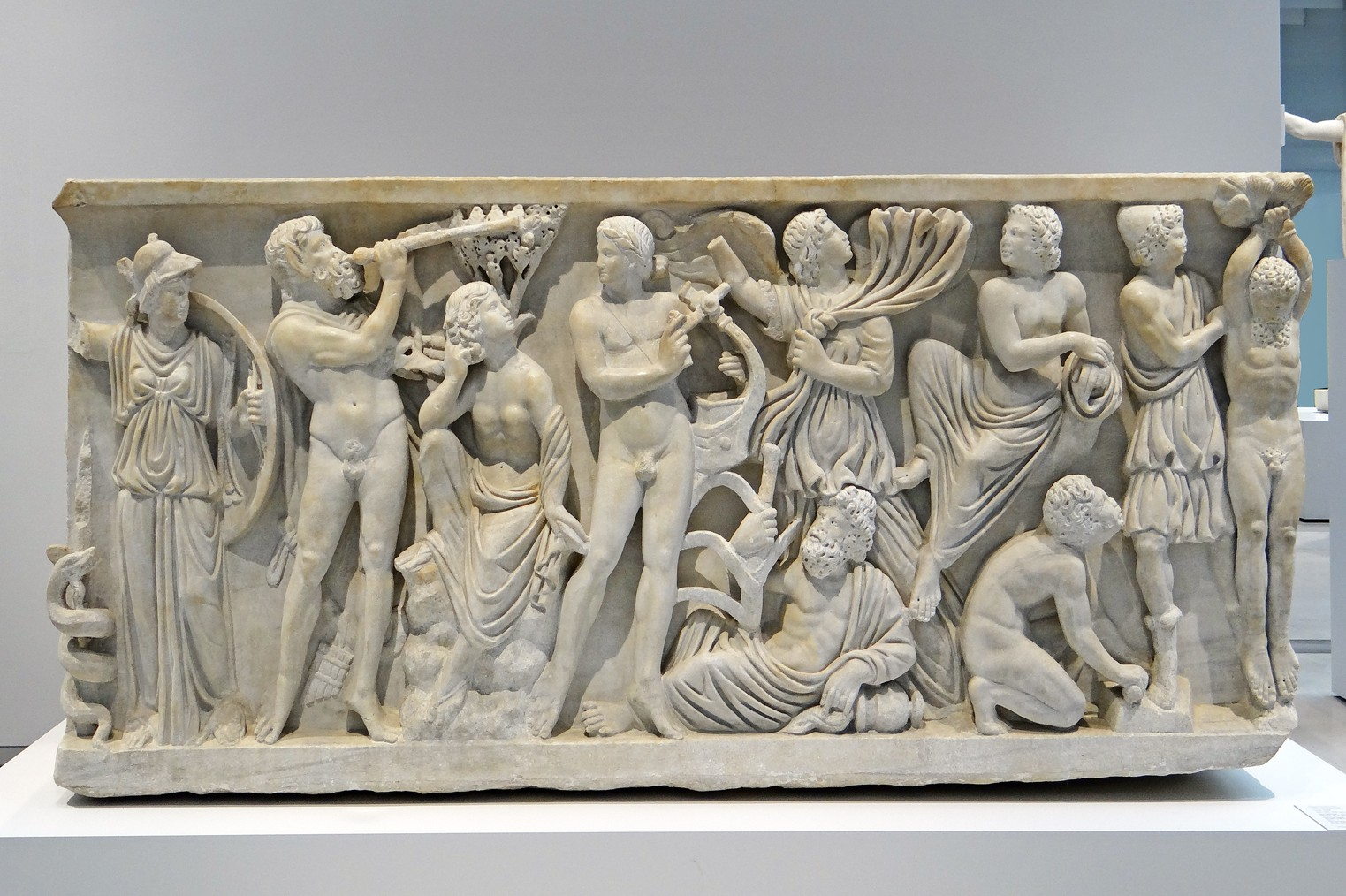
Wettkampf zwischen Apollon und Marsyas, am rechten Rand die Schindung; Sarkophag des späten 3. Jahrhunderts, Louvre-Lens

In der griechischen Mythologie galt Athena als Erfinderin der Auloi, mit denen sie dem Dichter Pindar zufolge die Totenklage der Gorgonen nach der Enthauptung ihrer sterblichen Schwester Medusa imitierte und sie zu diesem Zwecke den Menschen zum Geschenk machte. Von dem Instrument war selbst Apollon so angetan, dass er laut der griechischen Dichterin Korinna das Aulosspiel erlernte. Athena aber, die ihr Spiegelbild während des Spielens in einem See sah, warf wegen der Entstellung ihres Gesichts das neue Instrument entsetzt ins Gras – da der Aulos als Rohrblattinstrument einen erheblichen Einsatz an Blaskraft verlangt, wurde er oftmals mithilfe einer Phorbeia genannten Binde um den Kopf gespielt. Das weggeworfene Instrument fand ein Satyr, der die Kunst des Spielens bald soweit beherrschte, dass er Apollon zum Wettstreit herausforderte. Als Folge kam es zur Schindung des im Wettkampf unterlegenen Satyrn – Gegenstand einer weiteren statuarischen Gruppe. Im Werk des Hyginus ist Marsyas der Name des Satyrn, und nicht allein das Spiegelbild, sondern auch das Gelächter von Iuno und Aphrodite hätten Athena veranlasst, das Aulosspielen zu lassen. Außerdem schreibt Hyginus, Athena habe denjenigen verflucht, der in Zukunft auf dem Instrument spielen werde.
Seit der aus dem späten 18. Jahrhundert stammenden grundlegenden Arbeit „Pallas Musica und Apollo Marsyas-Töter“ von Karl August Böttiger war man versucht, der den Perserkriegen folgenden Zeit eine Abneigung gegen das Aulosspiel zu unterstellen, die mit einer anti-böotischen Einstellung einhergegangen sei. Der Klang des Instrumentes habe zu sehr an die Schalmeien des persischen Heeres und die an ihrer Seite kämpfenden Böoter erinnert. Die Vertreter dieser Theorie beriefen sich auf die bei Plutarch überlieferte Anekdote, Alkibiades habe sich geweigert, das Spiel zu erlernen. Dem steht jedoch die Rede des Alkibiades in Platons Symposion entgegen, in der er die Wortgewalt des Sokrates mit der Wirkung der Aulosmusik und Sokrates direkt mit Marsyas vergleicht. Gleichwohl lehnte Platon in der Politeia „Aulosmacher und Aulosspieler“ als unnütz ab. Aristoteles folgte ihm hierin und berief sich direkt auf den Widerwillen der Athena, sah die im Mythos überlieferte Entstellung ihres Antlitzes jedoch als zu vordergründig für ihren Widerwillen an und intellektualisierte die Deutung: Da man nicht zugleich blasen und reden könne, sei das Aulosspiel der geistigen Entwicklung nicht zuträglich. Aristoteles ist hier ganz Erzieher, Marsyas oder einen anderen mythischen Spieler nennt er in dem Zusammenhang nicht.
Allen Überlieferungen zum Mythos gemein ist, dass Athena die Szene längst verlassen hat, wenn Marsyas auftaucht. Daher gab es Vorschläge, in der Gruppe die Verarbeitung einer nicht überlieferten Mythosversion zu erkennen, etwa des Dithyrambos Marsyas des in der zweiten Hälfte des 5. Jahrhunderts v. Chr. wirkenden Dichters Melanippides, in dem sich der Dichter – selbst ein Neuerer des Kitharaspiels – über das Aulosspiel lustig machte. Und bereits bei Melanippides warf die Göttin das neue Instrument als Ärgernis des Körpers aus der göttlichen Hand. Laut einem gegen Melanippides polemisierenden Enkomion des um 400 v. Chr. wirkenden Dichterkollegen Telestes wurde das Musikinstrument dann von Marsyas gefunden. All dies hielt Telestes für Unfug, denn Athena habe den Aulos zwar erfunden, nicht aber weggeworfen, sondern als hilfreichem Diener dem Dionysos – Telestes nennt ihn Bromios – übergeben.

## Wiederentdeckung

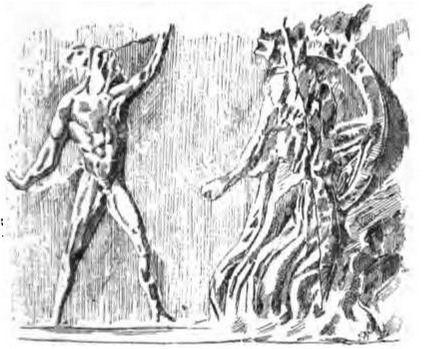
Sogenannter Finlay-Krater, Athen, Archäologisches Nationalmuseum

Wie fast alle bronzenen Originalwerke der griechischen Antike ist auch das Original der Athena-Marsyas-Gruppe des Myron verloren.
Karl Otfried Müller, der als Erster die Textstellen zum Mythos bei Plinius und Pausanias aufeinander bezog, erkannte in athenischen Münzen der römischen Kaiserzeit und in dem Relief des in Athen befindlichen „Finlay-Kraters“ Darstellungen der literarisch überlieferten Athena-Marsyas-Gruppe. Damit waren erste Anhaltspunkte für die Suche im Bestand römischer Kopien nach griechischen Vorbildern gegeben. Im Jahr 1824 führte der Antiquar Ignazio Vescovali in der Via dei Quadro Cantoni auf dem Esquilin Ausgrabungen durch, bei denen neben vielen anderen Funden die Statue eines Satyrn zum Vorschein kam. Ein Jahr später wurde die Statue für die musei Pontifici erworben, jedoch erst 1852 im Museo Gregoriano Profano ausgestellt. Als Ergebnis einer eingehenden stilkritischen Analyse erkannte Heinrich Brunn im Jahr 1853 in dieser Statue eine römische Kopie nach dem Vorbild des myronischen Marsyas. Bruno Sauer schlug ein halbes Jahrhundert später im Jahr 1907 vor, die Marsyasstatue mit einem Statuentypus der Athena zu verbinden, der in verschiedenen Repliken in Paris, Toulouse und Madrid vorliegt. Ein Jahr später legte Johannes Sieveking auf Anregung Adolf Furtwänglers eine erste Rekonstruktion der Gruppe in Gips und eine Nachbildung in Kupfer vor. Ludwig Pollak veröffentlichte 1909 mit der Frankfurter Athena die besterhaltene Replik des genannten Athenatypus als Gegenstück zum Marsyas vom Esquilin. Da sich die Zuordnungen als korrekt erwiesen, war die Gruppe in ihren wesentlichen Bezügen rekonstruiert.

## Befund
Im Denkmälerbestand konnten zahlreiche, teils nur fragmentarisch erhaltene Kopien der Gruppenstatuen nachgewiesen werden. So liegen von der Athena eine Statuenreplik, sieben Körper- und wenigstens drei Kopfrepliken vor. Vom Marsyas sind bislang eine Körperreplik, drei Torsen und drei Kopfrepliken nachgewiesen. Hinzu kommen Darstellungen in der Vasenmalerei, in Relief und auf Münzen. All dies lässt eine weitgehend gesicherte Rekonstruktion der Gruppe zu, auch wenn einzelne Details weiterhin Gegenstand der wissenschaftlichen Diskussion sind. Gleichwohl gibt es vor allem amerikanische Forscher, die den Bezug der Plinius- und der Pausaniasstelle prinzipiell leugnen und weder in den Münzdarstellungen noch in den statuarischen Überlieferungen Spuren der Athena-Marsyas-Gruppe erkennen wollen. Auch wurde vorgeschlagen, zwei Gruppen zu scheiden: Mit Plinius eine des Myron, deren Aufstellungsort nicht bekannt sei, und eine auf der Akropolis, die keinem Bildhauer zugewiesen werden könne.

### Darstellungen

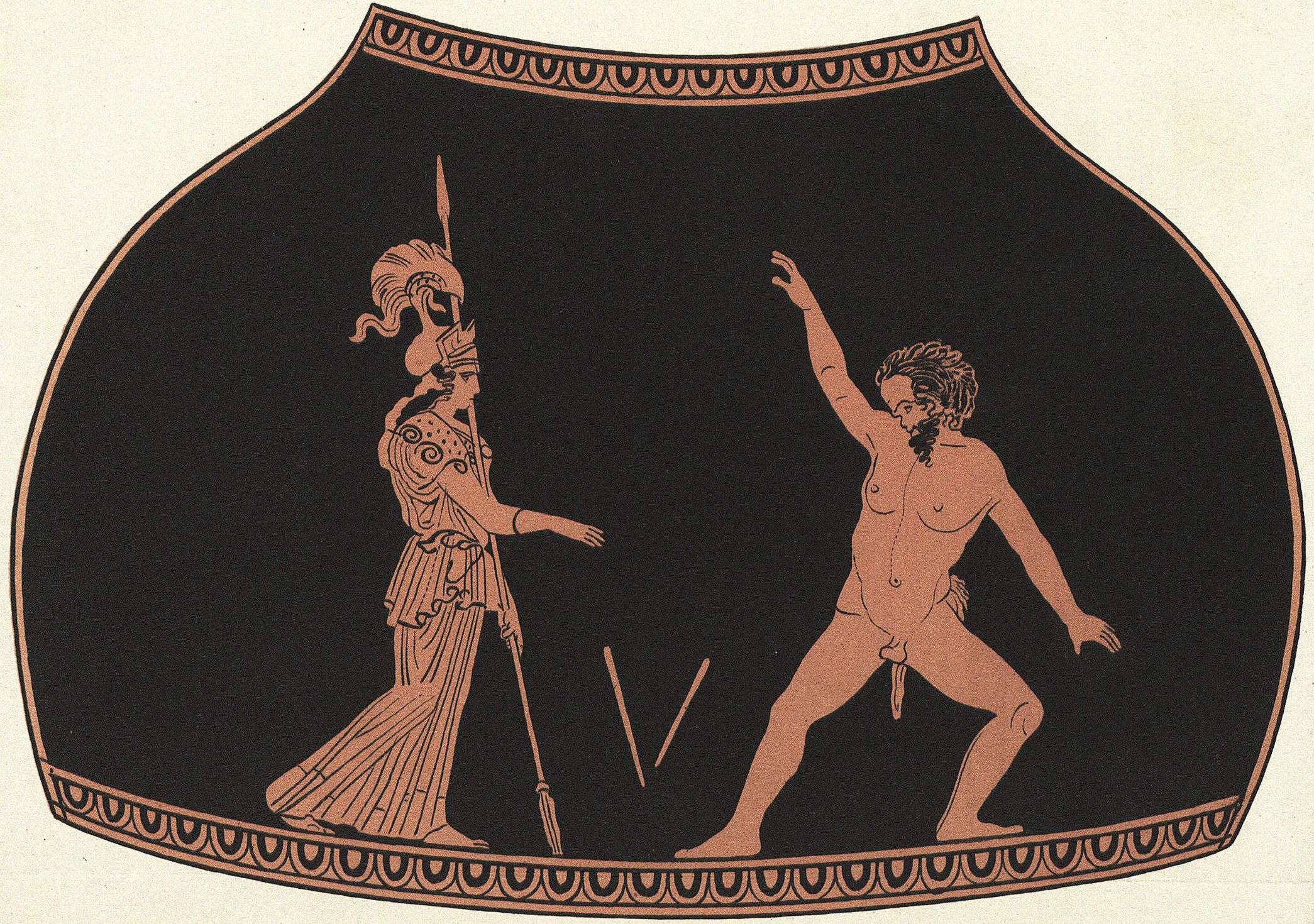
Rotfigurige Oinochoe aus Vari (Attika), Staatliche Museen zu Berlin

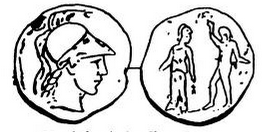
Zeichnung einer Münzdarstellung hadrianischer Zeit

Ältestes Zeugnis der Gruppe ist die Darstellung auf einer rotfigurigen Oinochoe, die bei der Gemeinde Vari in Attika gefunden wurde. Sie wurde um 440 v. Chr. geschaffen und befindet sich in den Staatlichen Museen in Berlin. Athena im strengen Rechtsprofil, mit der linken Hand die Lanze haltend, hat mit der vorgestreckten rechten Hand gerade die Auloi weggeworfen, die noch im Fallen rechts von ihr zu sehen sind. Sie trägt Helm und Ägis, unter ihrem knöchellangen Chiton sind linkes Stand- und rechtes Spielbein klar getrennt zu erkennen. Von rechts nähert sich ein Satyr mit Pferdeschweif, spitzen Tierohren und struppigem Bart der Bildmitte. Sein nach vorn tretendes rechtes Bein setzt ungefähr dort auf, wo die Auloi gleich landen werden, doch scheint er mit dem rechten Knie wie zum Sprung zurückzuweichen. Sein rechter Arm ist hoch erhoben, sein nach unten geführter linker Arm nimmt die zurückweichende Bewegung seines linken Beines auf.
Dargestellt ist die gleiche Szene auch auf einem um die Mitte des 1. Jahrhunderts v. Chr. geschaffenen neoattischen Marmorkrater, der sich im Archäologisches Nationalmuseum Athen (Inventarnummer 127) befindet, unter dem Namen „Finlay-Krater“ bekannt ist und wahrscheinlich aus Athen stammt. Die nicht ganz zu Ende ausgeführte Arbeit gibt gegenüber der Oinochoe die Gruppe allerdings spiegelverkehrt wieder: Marsyas auf der linken, Athena auf der rechten Seite. Entsprechend hat Marsyas seinen linken Arm erhoben. Auch ist seine zwischen Annäherung und Zurückweichen schwebende Bewegung weniger dramatisch akzentuiert. Athena, deren Wegeilen nach rechts aus der Szene durch die Bewegung ihres Gewandes deutlich vorgetragen wird, hält in ihrer Linken einen Schild, mit der Rechten hat sie auch hier gerade die Auloi von sich geworfen.
Münzbildnisse der römischen Kaiserzeit geben die Gruppe ebenfalls wieder, und zwar in zwei Varianten: Während die Münzen hadrianischer Zeit die lanzenlose Athena auf der linken Seite des Bildes zeigen, steht sie auf den Münzen aus der Zeit Gordians auf der rechten Seite. Gemeinsam ist beiden Typen der zur Bildmitte hin hocherhobene Arm des Marsyas.

### Athena-Statue
Alle Repliken zeigen die sehr jugendliche Athena aufrecht stehend, mit einem hochgegürteten Peplos bekleidet, dessen rechte Seite offen ist. Das Gewicht lastet auf dem durchgestreckten rechten Standbein, während sich das leicht angewinkelte linke Spielbein deutlich unter dem Gewand abzeichnet. Ihr linker Fuß berührt nur mit dem Ballen und den Zehen den Boden. Bei den Körperrepliken Lancellotti und Paris reicht das Gewand nicht bis zur Standbasis, sondern lässt deutlich die Füße erkennen. Als einzige Replik weist der Torso Lancellotti außerdem einen Gewandsaum am Rand des Gewandüberfalls, des Apoptygmas, auf. Die Repliken in Florenz und Hamburg kennzeichnen Athena mittels einer Ägis, die allen anderen Wiederholungen fehlt. Der Oberkörper vollführt eine leichte Wendung zu ihrer Linken, die der Kopf mit seinem zurückgeschobenen Helm – im Original wohl die einzige Kennzeichnung der Statue als Athena – energisch aufnimmt, so dass er fast im Profil erscheint. Der Blick richtet sich auf ein am Boden zu suchendes Ziel und auch der linke Arm war, deutlich nach unten geführt, vom Körper abgestellt. Mit der Rechten, die bei der Frankfurter Athena ebenso wie ein Teil des zugehörigen Armes erhalten ist, hielt die Göttin eine Lanze. Über der Stirn und im Nacken sind die Haare Athenas umgeschlagen und unter den Helm – einen chalkidischen Helm, wie man an der Aussparung für die Ohren erkennen kann – geschoben. Allerdings fällt bei den Repliken in Toulouse und Florenz ein dichter Zopf über Nacken und Schultern.

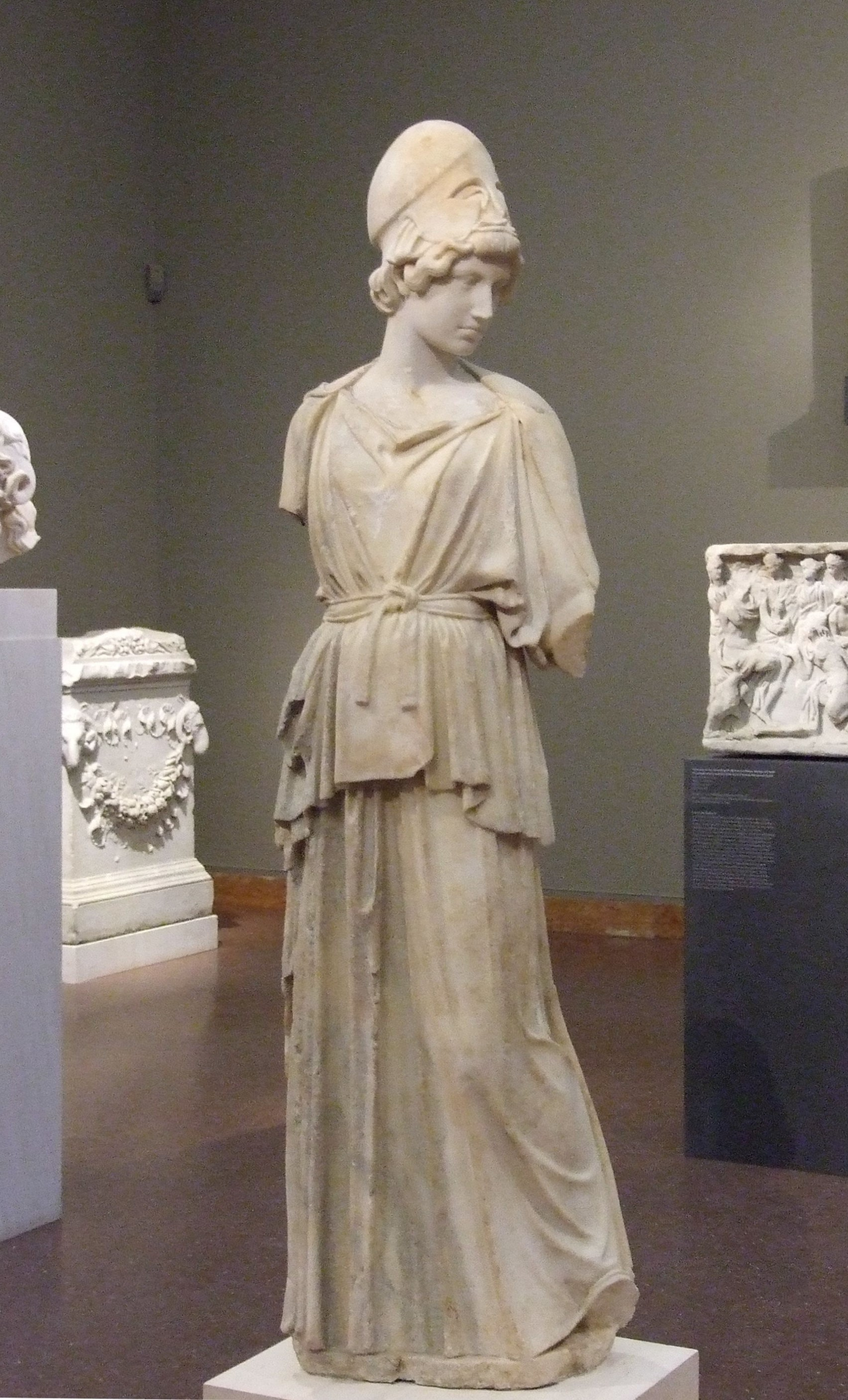
Frankfurter Athena, Liebieghaus
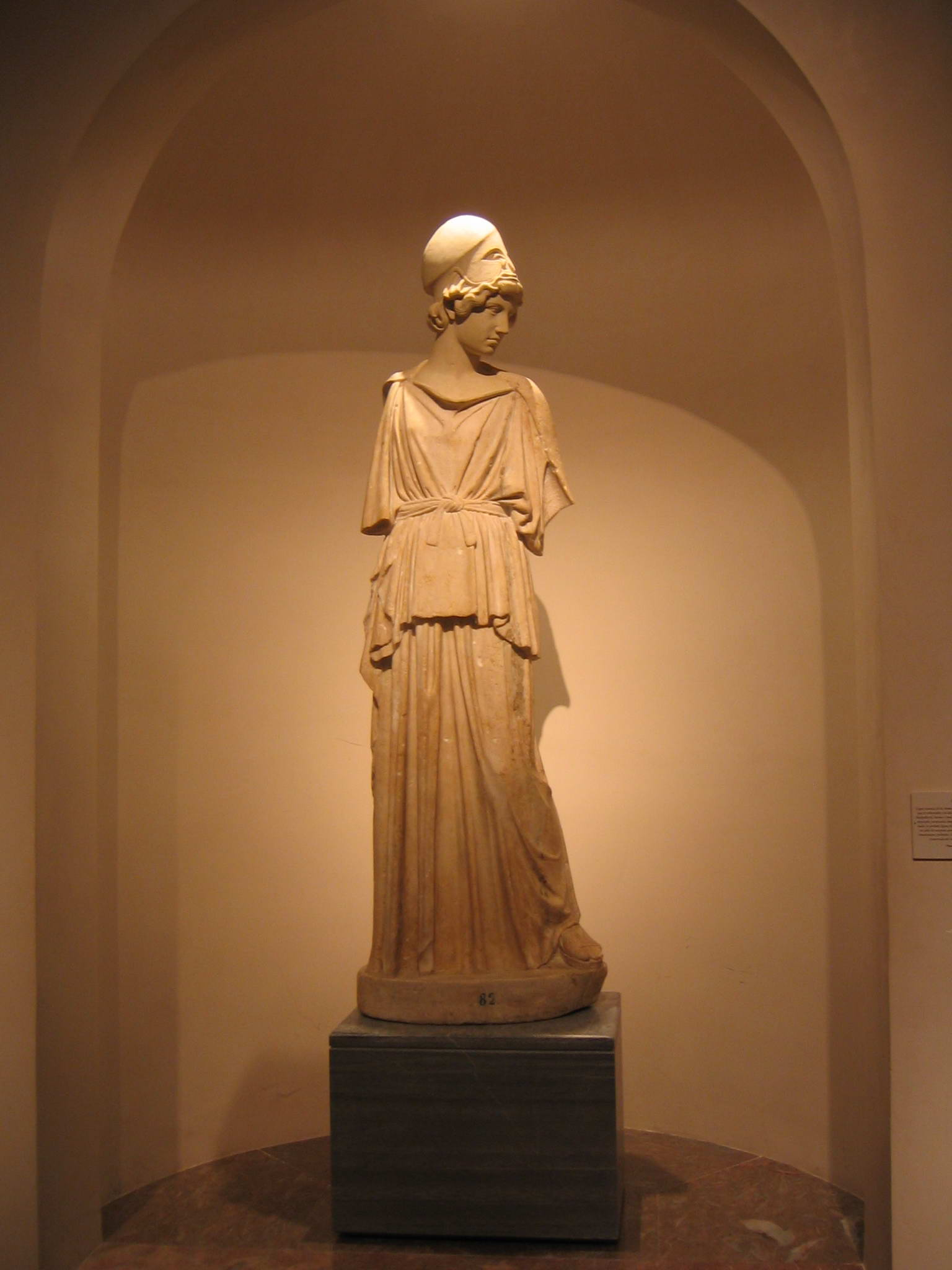
Athena, Madrid, Museo del Prado 82-E
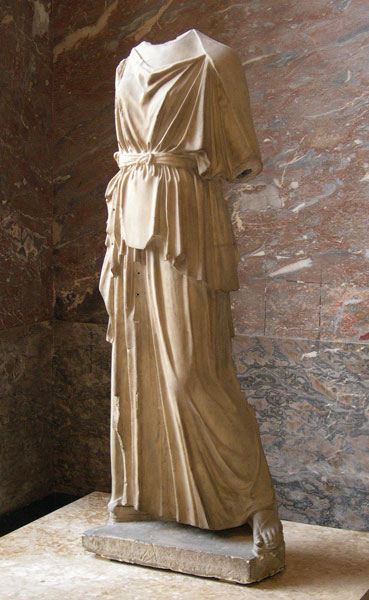
Athena, Paris, Louvre MA 2208

Repliken der Athena
| Erhalten | Aufbewahrungsort                          | Fundort                                     | Beschreibung |
| -------- | ----------------------------------------- | ------------------------------------------- | --- |
| Statue   | Frankfurt am Main, Liebieghaus Inv. 195   | Rom, Via Gregoriana 32                      | Höhe ohne Plinthe: 1,67 m. Frankfurter Athena. Im Jahr 1884 in Rom entdeckt, 1908 von Frankfurter Bürgern erworben und 1909 zur Eröffnung des Museums dem Liebieghaus geschenkt. Körper aus pentelischem Marmor, Kopf aus parischem Marmor. |
| Torso    | Florenz, Giardino di Boboli               | unbekannt                                   | Höhe: 1,47 m. Kopf und Büstenausschnitt ergänzt. |
| Torso    | Hamburg, Museum für Kunst und Gewerbe     | angeblich Villa Hadriana, Tivoli            | Höhe ohne Plinthe: 1,35 m. Rechter Arm und linker Unterarm fehlen. |
| Torso    | Madrid, Museo del Prado Inv. E-82         | unbekannt                                   | Höhe ohne Plinthe: 1,39 m. Beide Arme fehlen, Kopf war gesondert gearbeitet und fehlt. |
| Torso    | Paris, Louvre Inv. MA 2008                | unbekannt                                   | Höhe ohne Plinthe: 1,38 m. Rechte Schulter und rechte Rückenpartie fehlen bis zur Gürtung. Pentelischer Marmor. |
| Torso    | Reggio Calabria, Museo Civico Inv. 6493 C | unbekannt                                   | Stark verkleinerte Wiederholung mit einer maximalen Höhe von 0,62 m. |
| Torso    | Rom, Villa Massimo                        | Rom, aus der Villa Peretti auf dem Esquilin | Höhe ohne Plinthe: 1,37 m. Athena Lancellotti. Fehlender Kopf war gesondert gearbeitet. Rechter Arm fehlt, linker Arm im Bereich des Ellbogens und im Unterarm durchschnitten, vermutlich eine Ausbesserung.                                |
| Torso    | Toulouse, Museum Inv. 30339               | Martres-Tolosane                            | Höhe ohne Plinthe: 1,40 m. 1890 gefunden, beide Arme fehlen. Haarschopf im Nacken. |
| Kopf     | Athen, Akropolismuseum Inv. 2353          | Athen                                       | Höhe: 0,21 m. Nur Hals und linke untere Hälfte des Gesichts erhalten. |
| Kopf     | Dresden, Staatliche Skulpturensammlung    | Angeblich aus Apulien                       | Höhe: 0,33 m. Seit 1899 in Dresden, aus pentelischem Marmor. |
| Kopf     | Rom, Vatikanische Museen                  | unbekannt                                   | Höhe: 0,17 m. Kopffragment, oberhalb der Stirn gebrochen. |
| Kopf     | Rom, Antiquarium Forense Inv. 12603       | Rom, Basilica Aemilia auf dem Forum Romanum | Höhe: 0,25 m. Kopffragment aus pentelischem Marmor, Zuweisung wahrscheinlich, aber nicht gesichert. |

### Marsyas-Statue
Die besterhaltene Replik des Marsyas in den Vatikanischen Museen, die auf dem Esquilin in Rom gefunden wurde, gibt das Bewegungsmotiv des Satyrn am gewissenhaftesten wieder. Marsyas steht nur auf den Fußballen, die Fersen sind angehoben. Sein rechtes Bein ist vorgestreckt, fast rechtwinklig dazu steht der linke Fuß auf den Betrachter gerichtet, das leicht gebeugte linke Bein trägt die ganze nach links hinten verlagerte Last. Lediglich der Unterschenkel der Statue vom Esquilin ist ergänzt, die Fußstellung hingegen gesichert. Tänzelnd, vordrängend und zurückweichend, nähert sich Marsyas einem auf dem Boden liegenden Gegenstand, dem auch sein Blick gilt. Kräftig und durchtrainiert ist die Muskulatur des Körpers, die so detailliert und dabei anatomisch korrekt ausgearbeitet ist, dass selbst feine Adern an der Oberfläche zur Darstellung kommen. Dem vorgestellten rechten Fuß folgt auch der nach oben gestreckte und leicht nach vorn geführte rechte Arm, während der linke Arm vom Oberkörper fort und nach unten gehalten wird. Dem antwortet die flacher ausgebildete Brustmuskulatur der gestreckten rechten Seite. Der ganze Körper ist im Moment einer beginnenden Drehung erfasst, die aus seinem Vorwärtsdrang eine Flucht macht. In tiefe Falten geworfen ist dabei die Stirn des Marsyas, der sich anhand seiner spitzen Ohren, seines Schwanzansatzes und seiner dicken, runden Nase deutlich als Satyr zu erkennen gibt. Verwunderung, Neugier und Gebanntheit vom Ziel seines Blickes kommen in seiner Mimik zum Ausdruck.
Eine Besonderheit weist die weitgehend erhaltene Statue in den Vatikanischen Museen auf: Sie besitzt auf der Statuenbasis zwei Eintiefungen, eine vor dem linken, vorgestellten Fuß, die andere etwa 23 Zentimeter weiter zur linken Mitte hin. Sie dienten zur Befestigung eines oder mehrerer heute verlorener Gegenstände, die wohl gesondert aus Metall gearbeitet waren.

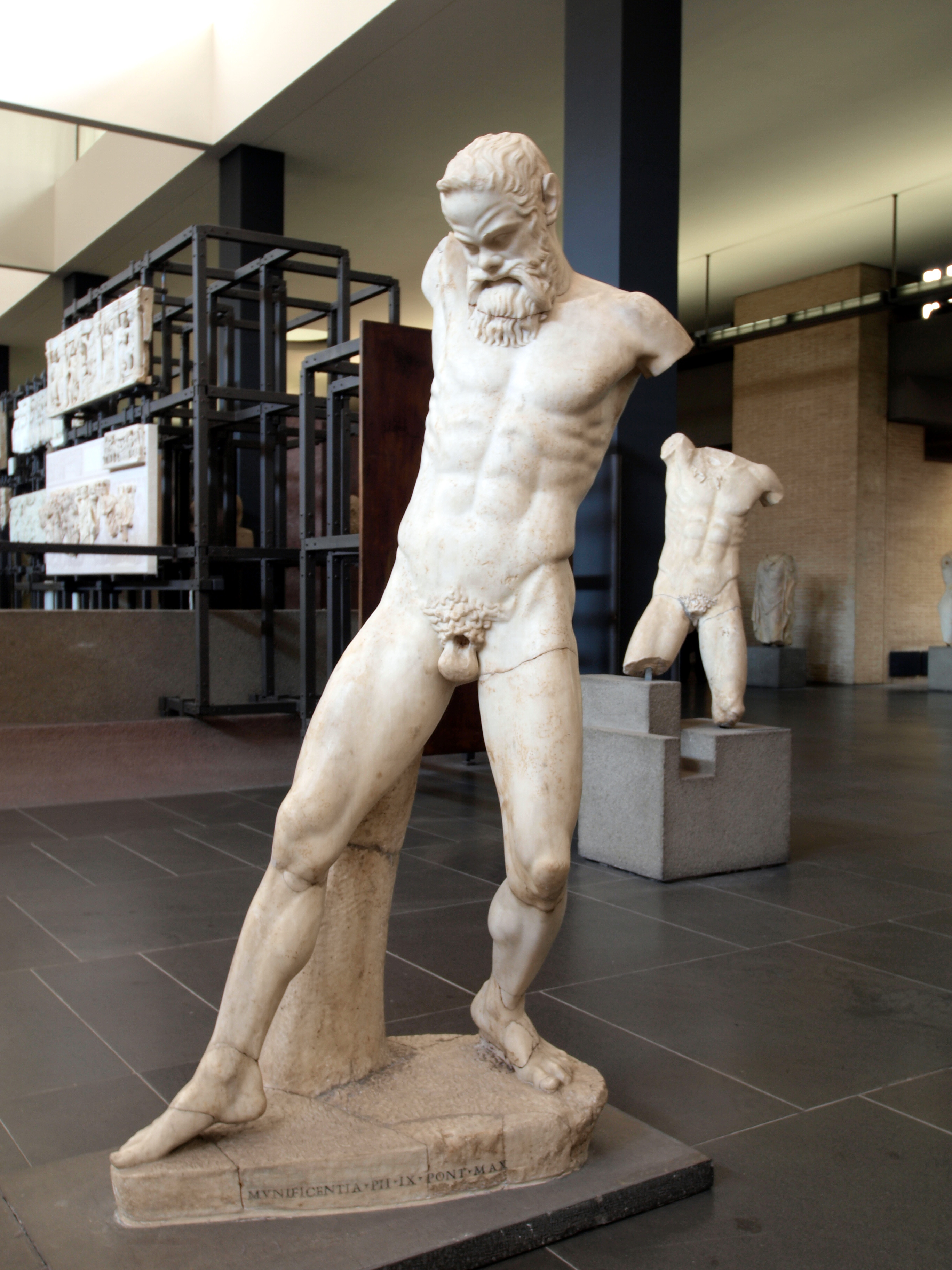
Marsyas vom Esquilin, Rom, Museo Gregoriano Profano
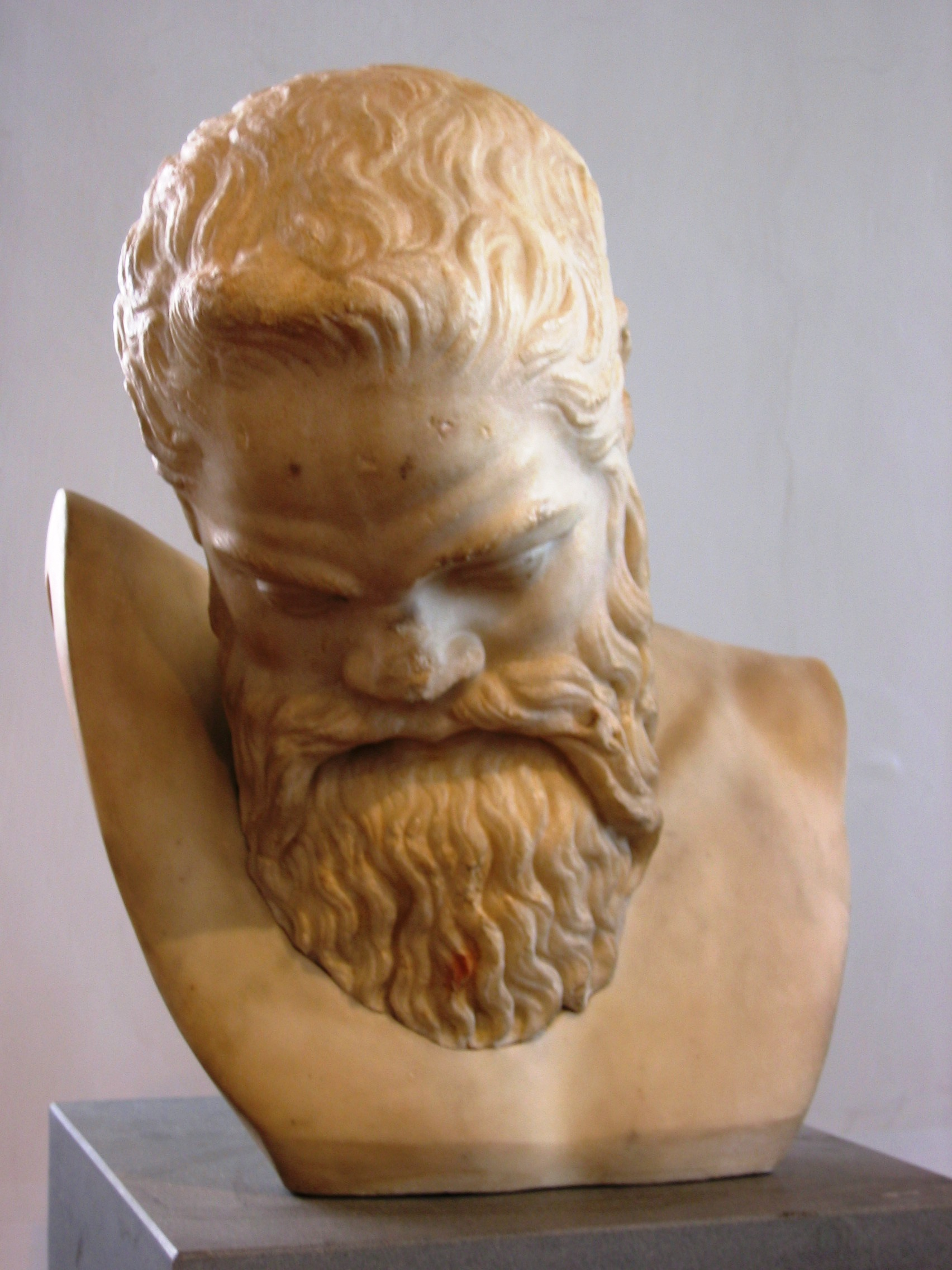
Marsyas, Rom, Museo Barracco

Repliken des Marsyas
| Erhalten | Aufbewahrungsort                                        | Fundort                           | Beschreibung |
| -------- | ------------------------------------------------------- | --------------------------------- | --- |
| Statue   | Rom, Vatikanische Museen Inv. 9974                      | Rom, Via dei Quadro Cantoni 46–48 | Höhe ohne Plinthe: 1,56 m. 1824 in der Via dei Quadro Cantoni auf dem Esquilin entdeckt. Kopf gebrochen und einige Tage später entdeckt, einst falsch ergänzte Arme 1925 wieder entfernt. Ohren modern ergänzt. Zwei antike Eintiefungen auf der Plinthe. |
| Torso    | Rom, Vatikanische Museen Inv. 9975                      | Castel Gandolfo                   | Höhe: 1,12 m. 1932 im Bereich der Papstvilla gefunden. Kopf, Arme und Unterschenkel fehlen. Beide Oberschenkel gebrochen. |
| Torso    | Malibu (Kalifornien), J. Paul Getty Museum Inv. 71AA122 | unbekannt                         | Höhe: 0,72 m. 1971 aus dem Kunsthandel erworben. Kopf, Arme und Beine fehlen. |
| Kopf     | Rom, Museo Barracco                                     | In Rom erworben                   | Höhe 0,28 m. Nur Kopf aus pentelischem Marmor antik und in eine modern zurechtgemachte Büste eingepasst. |
| Kopf     | Rom, Kapitolinische Museen, Antiquarium Inv. 15724      | Rom, Via Appia                    | Höhe: 0,17 m. Bei Ausgrabungen im Circus des Maxentius an der Via Appia 1960 entdeckt. |
| Kopf     | Rom, Kapitolinische Museen, Magazin Inv. 2697           | unbekannt                         | Höhe: 0,17 m. Nur Kopfoberteil von der Kalotte bis zur Oberlippe erhalten |

## Rekonstruktion
Keine Replik der einen Statue wurde in Zusammenhang mit Funden der anderen entdeckt. Und obwohl beide Statuentypen keinen direkten Anhaltspunkt dafür geben, dass sie ein Gegenstück besaßen, geht aus Anlage und Bewegungsmotiv bei beiden hervor, dass sie nicht in sich geschlossene und für sich allein stehende Kompositionen darstellen. Der Vergleich mit den Darstellungen in Vasenmalerei, Relief und auf Münzen macht hingegen deutlich, dass diese beiden auch durch Isokephalie und Blick auf ein gemeinsames Ziel verbundenen Statuen einst zu einem gemeinsamen Gruppenzusammenhang gehörten.
Seit den ersten Rekonstruktionen der Gruppe von Bruno Sauer im Jahr 1907 sowie jener von Johannes Sieveking und Adolf Furtwängler 1908 wurden immer wieder Vorschläge gemacht, die sich zumeist auf die Rekonstruktion der Armhaltungen, insbesondere der Athena konzentrierten. Paul Jonas Meier glaubte an der Frankfurter Athena Reste eines kleinen Steges, eines „Puntello“, auf der rechten Seite des Apoptygma genannten Gewandtüberfalls erkannt zu haben und rekonstruierte 1911 die Haltung des rechten Arms vor den Körper geführt, eine zum Kompositionszentrum der Gruppe schräg nach oben geführte Lanze haltend. Außerdem drehte er den Marsyas stärker ins Profil. Mit der Lanzenhaltung schien Meier erstmals der Aussage des Pausanias, Athena hätte den Satyrn geschlagen, nahegekommen zu sein.
Eine Autopsie der Statue und vor allem des als Stegansatz gedeuteten Puntello ließen jedoch Heinrich Bulle erkennen, dass für eine derartige Rekonstruktion die Grundlage fehlt, da der vermeintliche Puntello lediglich eine Versinterung darstellt und keine tragfähige Stütze bieten kann. Einen eigenen Rekonstruktionsvorschlag verwarf er einige Jahre später.
Einen neuen Weg versuchte Sieveking 1912 zu gehen. Er löste sich gänzlich von der 1908 mit Furtwängler entwickelten Rekonstruktion und gab nun der Athena die beiden Auloi in die linke und rechte Hand. Dagegen spricht zum einen das Fehlen von zu erwartenden Löchern am Gegenstand, der in der Hand der Frankfurter Athena hinreichend erhalten ist und bei dem es sich nur um das Stück eines Lanzenschafts handeln kann, zum anderen berücksichtigt die Rekonstruktion nicht die Löcher auf der Basis des Marsyas vom Esquilin. Doch fand die Rekonstruktion eines Aulos in der rechten Hand der Athena auch die Zustimmung von Peter Cornelis Bol und anderen.
So bleibt festzuhalten, dass unabhängig von weiteren Details die Frage nach dem Gegenstand in der rechten Hand der Athena bislang ungelöst ist, während vor den Füßen des Marsyas aller Wahrscheinlichkeit nach wenigstens ein Aulos lag. Dass Athena mit der Lanze in der rechten Hand sich gegen Marsyas richtete, während die geöffnete Linke auf die am Boden liegenden Auloi wies, vertrat Raimund Wünsche.
Zuletzt hat Vinzenz Brinkmann in Anschluss an Heinrich Bulle den technischen Befund der Frankfurter Athenareplik dokumentiert. Seine Beobachtungen favorisieren die frühe Rekonstruktion von Bulle, nach der die Lanze der Athena schräg hinter dem Körper der Athena ansetzt, um weit zu ihrer Linken hinauszuweisen.

Rekonstruktionen der Athena-Marsyas-Gruppe
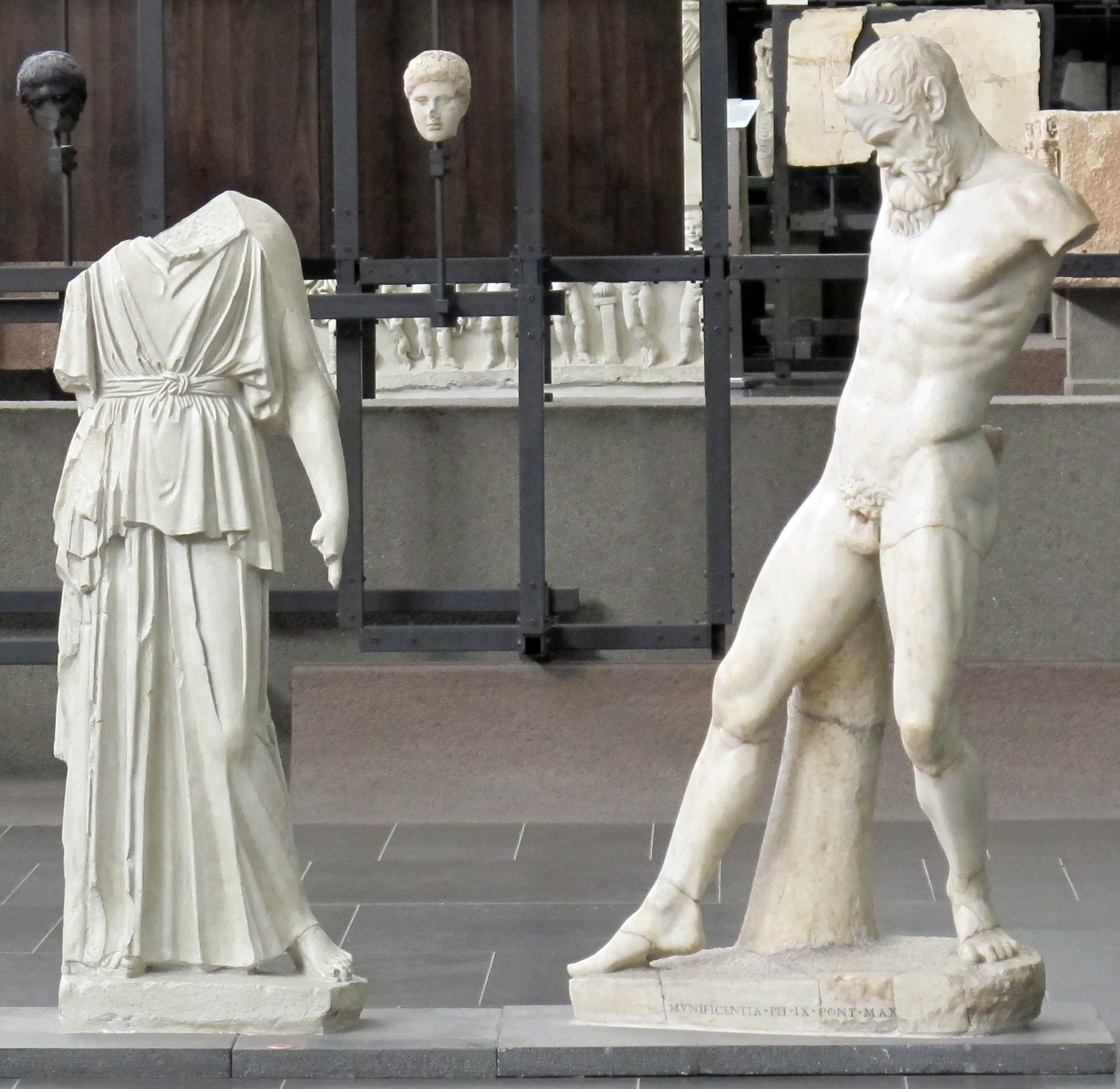
Rom, Museo Gregoriano Profano
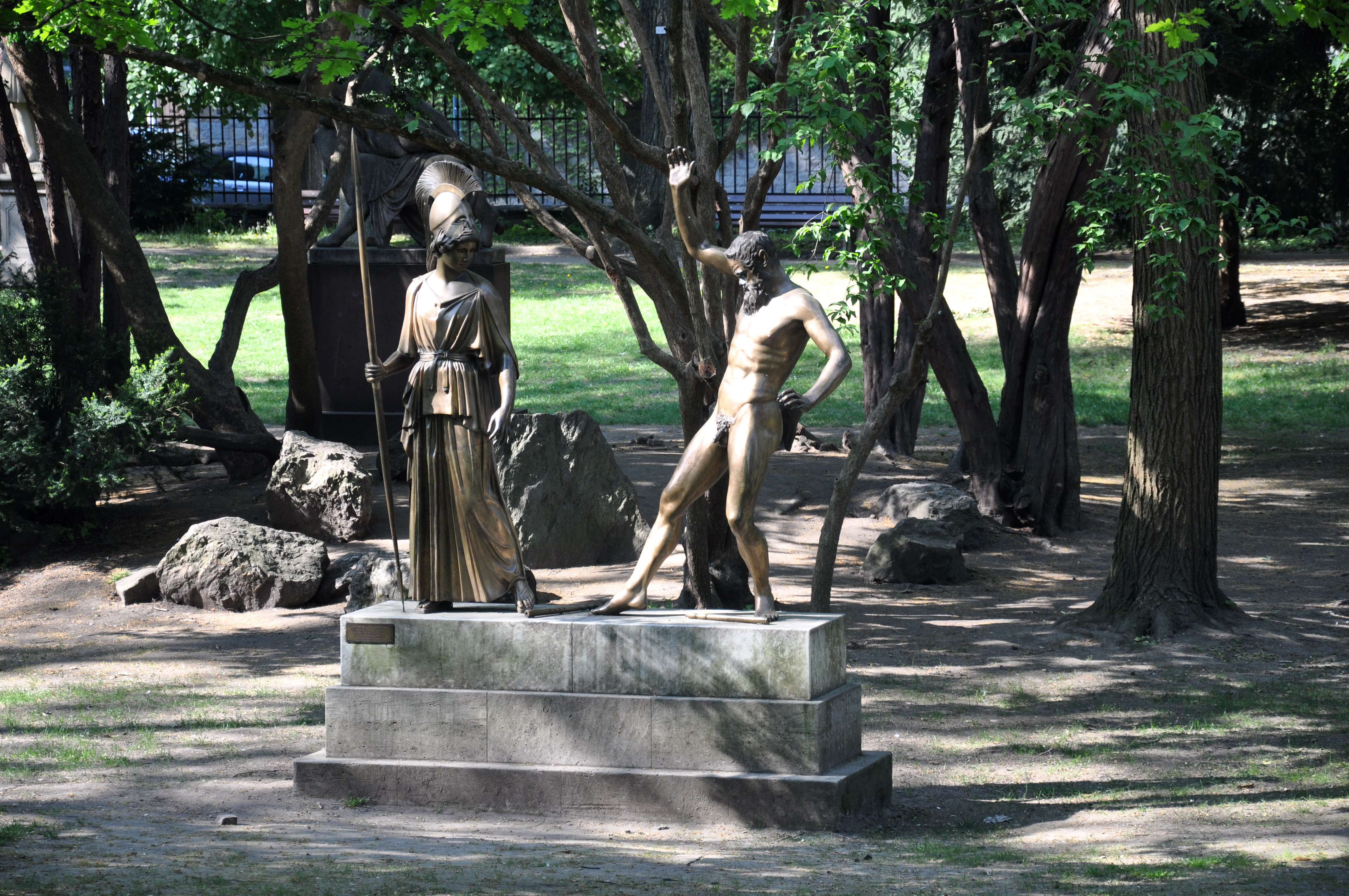
Frankfurt am Main, Liebieghaus
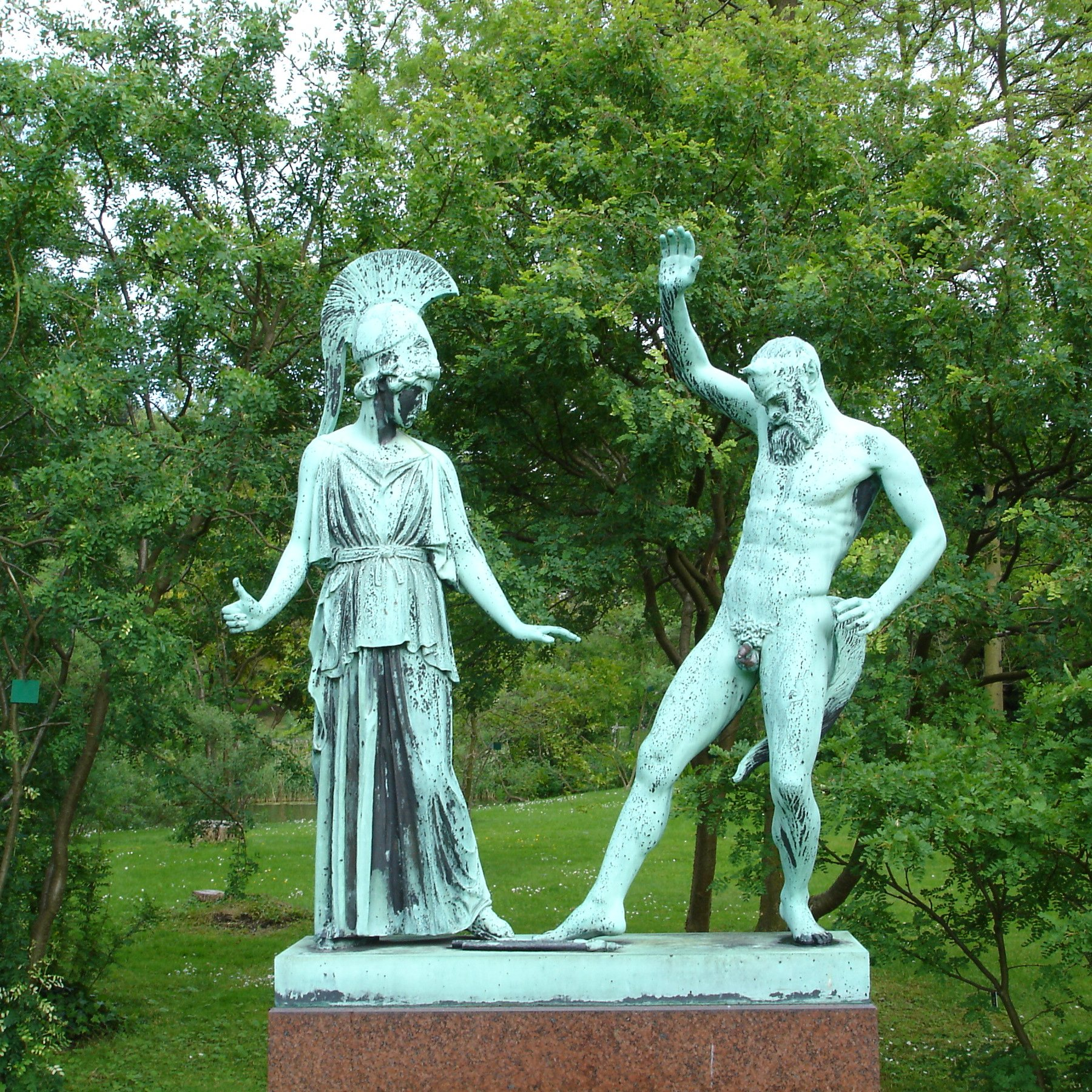
Kopenhagen, Botanischer Garten

## Deutung
Weder gibt es Nachrichten über den Stifter der Statuengruppe noch über den Anlass ihrer Aufstellung. Doch wurden immer wieder Überlegungen angestellt, die das Werk in einen historischen Kontext zu stellen versuchten. Sehr konkret mit einem Einzelstifter und einem bestimmten Anlass verband John Boardman die Gruppe mit dem Dichter Melanippides, der ab der Mitte des 5. Jahrhunderts v. Chr. wirkte, einen Dithyrambos Marsyas verfasst hat und als Neuerer des Dithyrambos galt. Boardman wandte sich damit gegen die aus dem 18. Jahrhundert stammenden und in der Folge weiterentwickelten, chronologisch verfeinerten Theorien, die in dem Monument eine Versinnbildlichung des erwähnten Hegemonieanspruchs Athens gegenüber Böotien sahen. Marsyas vertritt in dieser Lesart das wilde und das Aulosspiel liebende Böotien, Athena als Stadtgöttin das gesittete, dem Lyraspiel zugewandte Athen. Um die Mitte des 5. Jahrhunderts v. Chr. wurde dieser Antagonismus auch gewaltsam ausgetragen. Myron wurde in diesem konstruierten Zusammenhang sogar als besonders spitzer, humoristischer und Position beziehender Künstler aufgefasst. Speziell als gegen die Perser gerichtetes und mit dem Kalliasfrieden von 449/448 v. Chr. zu verbindendes Anathem sah Werner Gauer die Statuengruppe.
Einen anderen Ansatz verfolgen Deutungen, die die Erfindung des Aulos in den Mittelpunkt stellen und Athenas Aspekt als Kulturbringerin betonen. Die Verbindung mit Marsyas aber fände ihre Rechtfertigung darin, dass der Satyr als Vermittler dieser Kunst an die Menschen diente, denn laut Johannes Tzetzes, einem byzantinischen Gelehrten des 12. Jahrhunderts, dem noch umfangreich antike Schriften zur Verfügung standen, hat Athena die Kunst der Auletik dem Marsyas übergeben. Ein Konflikt zwischen Athena und Marsyas sei daher in der Gruppe überhaupt nicht ausgedrückt, die Darstellung eines solchen nie intendiert gewesen, sondern erst Folge des Unverständnisses späterer Zeiten.
Bislang liegen befriedigende und von einem breiteren wissenschaftlichen Konsens getragene Interpretationen der Gruppe und des Anlasses ihrer Aufstellung nicht vor, was sogar auf die „besondere konzeptionelle Qualität“ des Werks zurückgeführt wird: Da es auf vielerlei Art gelesen und verstanden werden könne, sei auch der Kreis möglicher Stifter entsprechend groß.